# Zonder titel (Tom Postma)
Op een pleintje in de Hercules Seghersstraat in Amsterdam-Zuid, De Pijp staat een titelloos artistiek kunstwerk .
Het is een beeld uit 1982 van de kunstenaar Tom Postma. Hij maakte het beeld ter herinnering aan de melkfabriek (Melkfabriek Holland, Milko) die hier stond aan de Eerste Jan Steenstraat 10-38. Deze werd rond 1980 gesloopt om plaats te maken voor sociale woningbouw in dit geval van architect Rob Ouëndag. De Hercules Seghersstraat werd vanaf 1980 tot 1983 ingericht en bestond voordien niet; ze kreeg haar naam op 8 oktober 1980 een vernoeming naar schilder Hercules Seghers). Postma gaf in 2020 desgevraagd door Het Parool op dat hij het werk de titel No use crying over spilt milk had gegeven. Dit is niet te herleiden tot het werk dat er staat. Bij onderzoek door kunstenaar en dezelfde krant bleek dat er oorspronkelijk een tweedelig werk stond. Het overgebleven deel bestaat uit een (haast) 2D-weergave van een melkfles met dop. Het is drie meter hoog en bestaat uit een betonplaat waarop geglazuurde tegeltjes zijn gezet en het staat op een sokkel. Oorspronkelijk was naast die fles ook een liggende fles te zien; die fles melk stroomde leeg in een bassin. De kunstenaar, die het werk in 2020 als jeugdzonde zag, was het werk eigenlijk vergeten en wist niet dat het verplaatst was van een binnenterrein naar het pleintje en ook niet dat een deel verdwenen is. Kunstwacht Amsterdam vermeldt dat het in 1996 verplaatst zou zijn. Er heeft rond die periode een herinrichting plaatsgevonden waarbij tevens speeltoestellen van Aldo van Eyck zijn verdwenen. Kunstwacht Amsterdam maakte in 2020 nog melding van rode tegeltjes (karnemelkdop); het beeld dat bleef staan heeft alleen een blauwe dop (melkdop) op een witte fles.   
Tom Postma brak met het beeldkunstenaarschap in 1998, na een jarenlange samenwerking met Alexander Schabracq. Samen waren ze verantwoordelijk voor het groene straatmeubilair langs het Damrak en de Kunstwerken op de Nieuwmarkt. Hij verzorgt sindsdien interieurs, privé dan wel van internationale instellingen, zoals musea.   

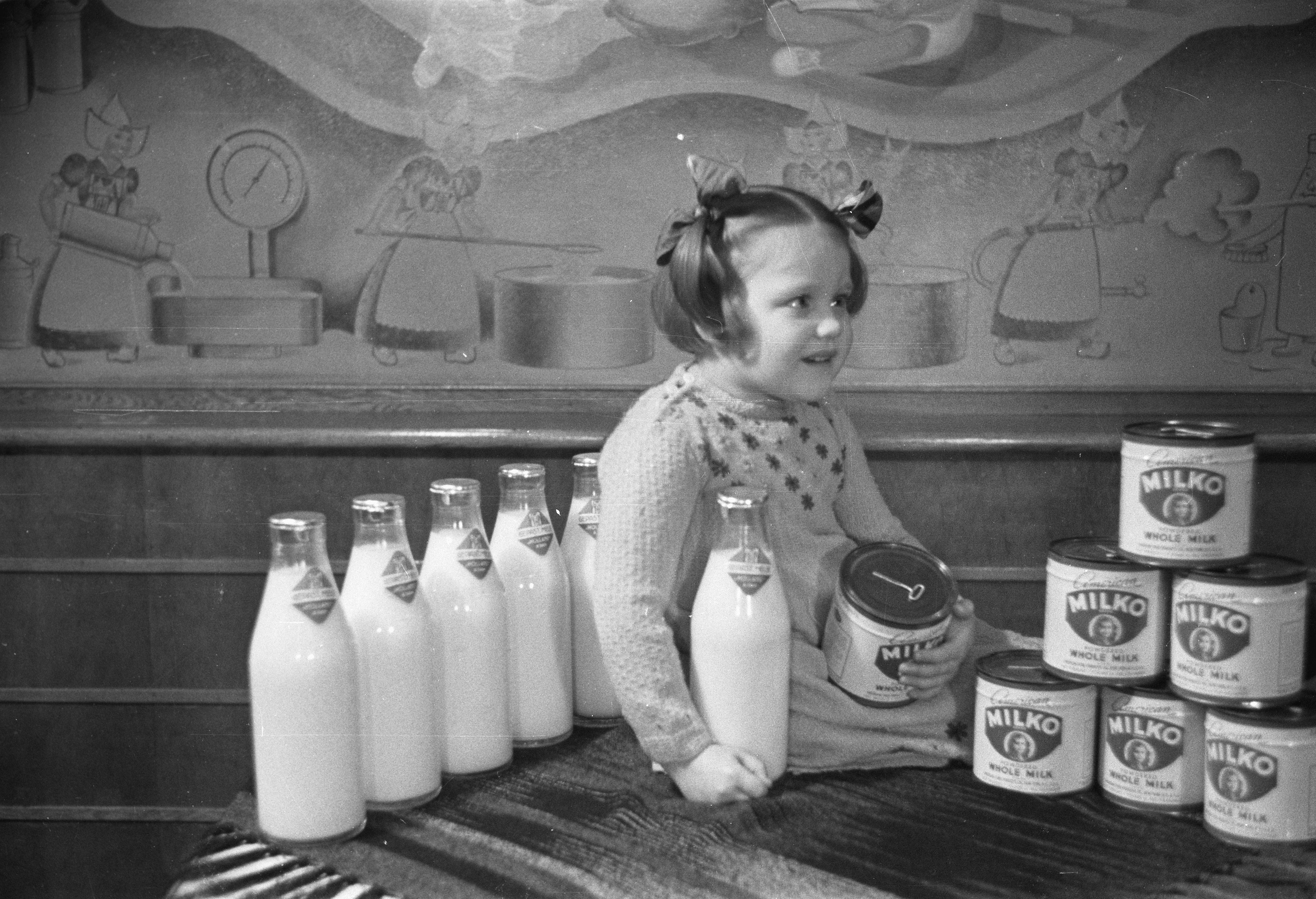
Reclamefoto voor Melkfabriek Holland uit 1946 met op de achtergrond een muurschildering, die bij de sloop van het gebouw verloren is gegaan.